# Visconde de Santa Isabel
Visconde de Santa Isabel é um título nobiliárquico criado por D. Pedro V de Portugal por decreto de 28 de abril de 1858, em favor a Joaquim Honorato Ferreira.
Titulares
1. Joaquim Honorato Ferreira (1799–1867);
2. Júlio Augusto Ferreira (1831–1874)– filho do anterior;
3. Joaquim Honorato Ferreira (1829–1900) - filho do primeiro, 1.º conde de Santa Isabel.